# Station Charleville
Station Charleville  is een spoorwegstation in Charleville in het  Ierse graafschap Cork vrijwel op de grens met het graafschap Limerick. Het station ligt aan de lijn Dublin - Cork. Via Mallow is er een directe verbinding met Tralee. Charleville heeft een tweeuurdienst met Cork en Dublin.